# كريستوفر زارا
كريستوفر زارا (بالإنجليزية: Christopher Zara)‏ هو كاتب أمريكي، ولد في 3 نوفمبر 1970 في ترنتون في الولايات المتحدة.